# Hello, Yes Remixed
Hello, Yes Remixed je album remiksov pesmi z albuma Hello, Yes slovenske indie skupine New Wave Syria, izdan 8. marca 2010 v obliki mp3 brezplačnega prenosa z Bandcamp strani skupine. Remikse so naredili slovenski izvajalci elektronske glasbe.

## Seznam pesmi
Vse pesmi sta napisala Urša Golob Pezdirc in Rok Pezdirc.
| Št. | Naslov                                | Dolžina |
| --- | ------------------------------------- | ------- |
| 1.  | „In Motion‟ (Bownr remix)             | 4:50    |
| 2.  | „Random Logic‟ (Yanoosh Loaded remix) | 3:25    |
| 3.  | „Let It Out‟ (Clawless Cat remake)    | 6:32    |
| 4.  | „Audiorape‟ (Kleemar remix)           | 4:21    |
| 5.  | „Vitamins‟ (Bellatonal Zbutsi remix)  | 3:42    |
| 6.  | „Vision/Horror‟ (Errorist remix)      | 4:57    |